# Hermacha curvipes
Hermacha curvipes là một loài nhện trong họ Nemesiidae.
Hermacha curvipes được miêu tả năm 1902 bởi Purcell.